# Boston-Marathon 1907
| 11. Boston-Marathon    | 11. Boston-Marathon        |
| ---------------------- | -------------------------- |
| Stadt                  | Boston, Vereinigte Staaten |
| Datum                  | 19. April 1907             |
| Distanz                | 37 – 38,5 Kilometer        |
| Sieger                 |                            |
| Männer                 | Tom Longboat (2:24:24 h)   |
| ← Boston-Marathon 1906 | Boston-Marathon 1908 →     |
| Website                | Offizielle Website         |

Der Boston-Marathon 1907 war die 11. Ausgabe der jährlich stattfindenden Laufveranstaltung in Boston, Vereinigte Staaten. Der Marathon fand am 19. April 1907 statt. Die Laufdistanz betrug zwischen 37 und 38,5 Kilometer.
Es gewann Tom Longboat in 2:24:24 h.

## Ergebnis
| Platz | Athlet            | Land               | Zeit (h) |
| ----- | ----------------- | ------------------ | -------- |
| 01    | Tom Longboat      | Kanada             | 2:24:24  |
| 02    | Robert Fowler     | Vereinigte Staaten | 2:27:54  |
| 03    | John Hayes        | Vereinigte Staaten | 2:30:38  |
| 04    | James O’Mara      | Vereinigte Staaten | 2:35:37  |
| 05    | James J. Lee      | Vereinigte Staaten | 2:36:04  |
| 06    | Charles E. Petch  | Kanada             | 2:36:47  |
| 07    | Sidney Hatch      | Vereinigte Staaten | 2:37:11  |
| 08    | J.H. Neary        | Vereinigte Staaten | 2:37:59  |
| 09    | John Lindquist    | Schweden           | 2:38:58  |
| 10    | Carl D. Schlobohm | Vereinigte Staaten | 2:42:02  |